# 2025년 동계 아시안 게임 태국 선수단
2025년 동계 아시안 게임 태국 선수단은 2025년 2월 7일부터 14일까지 중화인민공화국 하얼빈에서 열린 2025년 동계 아시안 게임에 참가하고 있는 아시안 게임 태국 선수단이다.

## 선수단
아래 표는 종목별, 성별 태국 대표단 선수 수이다.
| 종목             | 남자 | 여자 | 합계 |
| ---------------- | ---- | ---- | ---- |
| 바이애슬론       | 4    | 1    | 5    |
| 쇼트트랙         | 4    | 2    | 6    |
| 스노보드         | 1    | 0    | 1    |
| 스키마운티니어링 | 1    | 0    | 1    |
| 스피드스케이팅   | 1    | 0    | 1    |
| 아이스하키       | 22   | 22   | 44   |
| 알파인스키       | 4    | 2    | 6    |
| 컬링             | 6    | 6    | 12   |
| 크로스컨트리     | 6    | 2    | 8    |
| 프리스타일       | 1    | 0    | 1    |
| 피겨스케이팅     | 0    | 2    | 2    |
| 합계             | 50   | 37   | 87   |